# Canarium australianum
Canarium australianum là một loài thực vật có hoa trong họ Burseraceae. Loài này được F.Muell. mô tả khoa học đầu tiên năm 1862.